# Viola McCoy
Viola McCoy (c. 1900 – c. 1956) fue una cantante de blues estadounidense que actuó en el estilo clásico de blues femenino durante una carrera que duró desde principios de los años 1920 hasta finales de los 1930.

## Vida y carrera
Su nombre de nacimiento pudo haber sido Amanda Brown (nombre con el que a veces se registraba).  Se cree que nació en Mississippi,  aunque un comunicado de prensa de 1924 afirmó que era de Memphis, Tennessee.  Actuó con la banda adjunta al espectáculo secundario Sparks Circus en 1916, interpretando el cómic "Scaddle-de-Mooch", escrito por Cecil Mack en 1915, y "Daddy", un número de blues.  "Daddy" puede ser una versión temprana de "Oh, Daddy", grabada por Ethel Waters en 1921 y Bessie Smith en 1922. En 1917, McCoy realizó una gira con Georgia Smart Set.  A principios de la década de 1920, se mudó a la ciudad de Nueva York, donde trabajó en cabarets y apareció en revistas en los teatros Lincoln y Lafayette. Realizó una gira por el circuito de vodevil de la Theatre Owners Booking Association y realizó numerosas grabaciones de 1923 a 1929 para varios sellos, incluidos Gennett, Vocalion y Columbia Records.
En sus grabaciones de 1923, su acompañante más frecuente fue el pianista Porter Grainger; los acompañantes posteriores incluyeron a Fletcher Henderson, Louis Hooper y Bob Fuller, entre otros. Algunas de sus grabaciones están animadas por solos de kazoo interpretados por McCoy.
En 1927, fue propietaria y actuó brevemente en Jack's Cabaret en la ciudad de Nueva York. En 1930 era propietaria y operaba un club nocturno en Saratoga Springs, Nueva York.  En 1938, se instaló en Albany, Nueva York, y estuvo mayoritariamente inactiva en la música durante el resto de su vida. Se cree que McCoy murió en Albany, Nueva York, alrededor de 1956. 
El autor Derrick Stewart-Baxter escribió sobre McCoy: "Pertenece a la gran tradición del vodevil, pero en todo lo que hace hay una fuerte vena de jazz... Poseyendo una hermosa voz de contralto y una excelente dicción, fue capaz de proyectarse incluso a través de la peor grabación... Sería cierto que en los tres años que estuvo grabando más prolíficamente casi nunca hizo un mal disco". 

## Alias
McCoy grabó canciones bajo varios seudónimos, incluidos Amanda Brown (sellos Columbia, Perfect y Pathe), Daisy Cliff (sello Guardsman), Clara White o Bessie Williams (sellos Oriole y Domino), Gladys White (sello Variety), Fannie Johnson (Cameo). y Susan Williams (sello Lincoln). 